# Bobby Weaver
Robert "Bobby" Brooks Weaver, född den 29 december 1958 i Rochester, New York, är en amerikansk brottare som tog OS-guld i lätt flugviktsbrottning i fristilsklassen 1984 i Los Angeles. Han tog även silvermedalj vid Världsmästerskapen i brottning 1979.